# Thành phố Nevada, California
Thành phố Nevada (tên cũ: Nevada, Deer Creek Dry Diggins, và Caldwell's Upper Store) là quận lỵ của quận Nevada, California, Hoa Kỳ, cự ly 97 km về phía đông bắc Sacramento và 28 dặm Anh về phía bắc Auburn. Dân số năm 2000 là 3001 người.